# Galerie (přírodní památka)
Galerie byla přírodní památka ev. č. 1751 v okrese Semily v Libereckém kraji na pravém břehu v soutěsce řeky Jizery. Přírodní památka, která byla součástí evropsky významné lokality Údolí Jizery a Kamenice a přírodní rezervace Údolí Jizery, se nacházela na katastrálním území Bítouchov u Semil, Chuchelna a Semily. Chráněné území o rozloze 5,5386 ha je v péči Krajského úřadu Libereckého kraje.

## Předmět ochrany
Předmětem ochrany je skalnatá soutěska s lokalitou lomikámenu trsnatého (Saxifraga rosacea ssp. steinmannii), který roste na skalních stěnách. Dalšími typickými druhy zdejších rostlin jsou sleziník červený (Asplenium trichomanes), sleziník zelený (Asplenium viride), osladič obecný (Polypodium vulgare) nebo kostřava sivá (Festuca pallens). Na žulových skalních stěnách se nachází hnízdiště výra velkého (Bubo bubo).
Přírodní památka Galerie je zároveň geologickou lokalitou národního významu. Soutěskou na pravém břehu řeky vede po visutém chodníku spolu s turistickou Riegrovou stezkou také naučná stezka se zaměřením na geologickou stavbou údolí Jizery.

## Historie

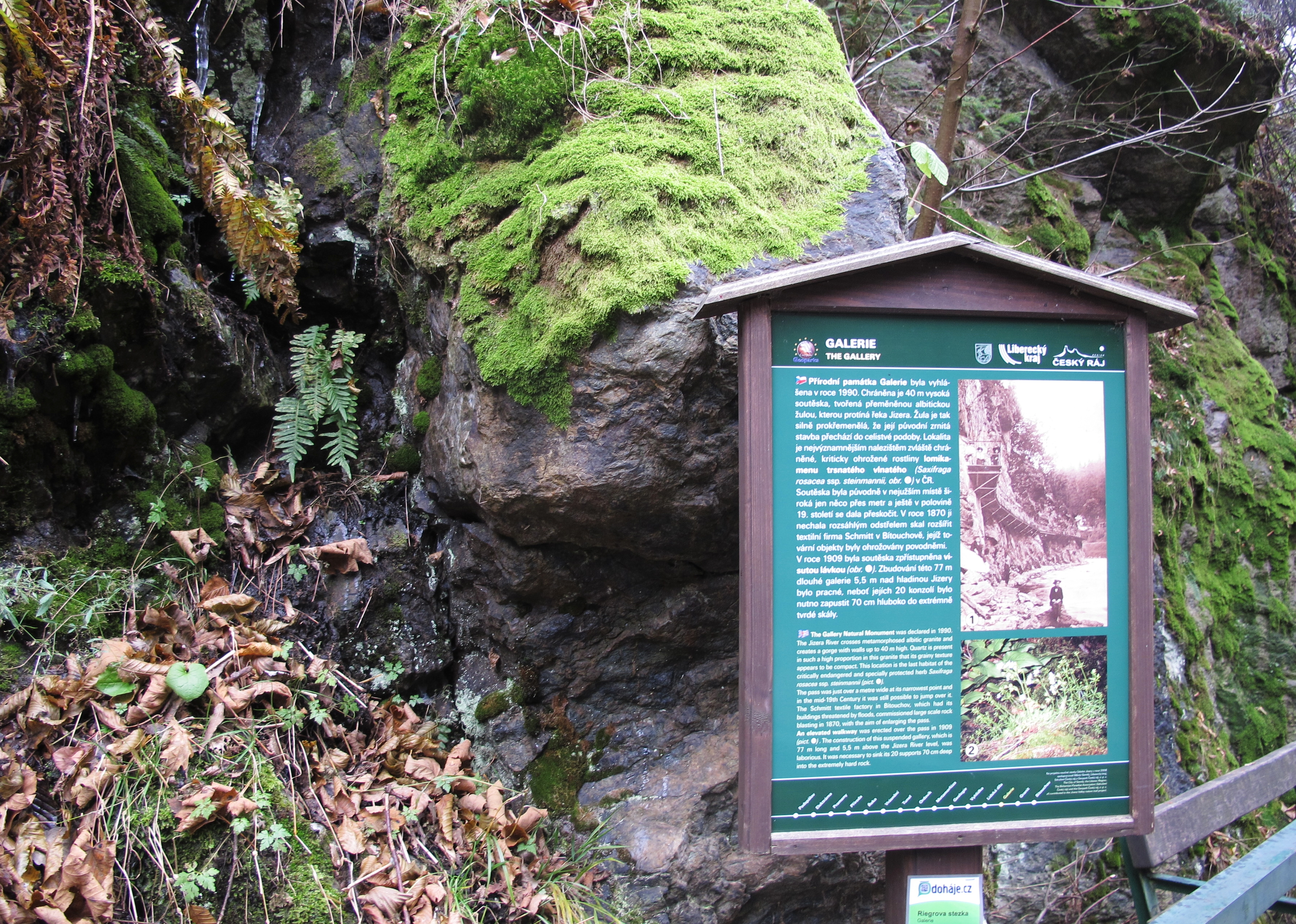
Naučná stezka

Před rokem 1870 bývala tato soutěska široká přes 1 metr, která na jaře způsobovala zachytávání ker a tudíž i záplavy semilské kotliny. Škody na majetku přiměly továrníka Schmidta, aby rozsáhlým odstřelem rozšířil soutěsku na dnešních 10-20 metrů.
Roku 1909 byla zpřístupněna visutá lávka pro pěší (galerie), po níž dnes vede Riegrova stezka.